# Acide aminohippurique
L'acide aminohippurique, ou plus précisément l'acide paraaminohippurique, parfois abrégé en PAH (de l'anglais para-aminohippuric acid) est un dérivé de l'acide hippurique, un produit utilisé pour mesurer le débit plasmatique rénal. C'est un dérivé amide de l'acide aminé glycine et de l'acide para-aminobenzoïque.

## Synthèse
L'acide aminohippurique peut être synthétisé par condensation entre la glycine et l'acide para-aminobenzoïque, notamment en plaçant dans le milieu un agent déshydratant. La réaction est alors rapide, mais assez chaotique, de multiples sous-produits pouvant apparaître. Une méthode plus élégante de synthèse est la nitration de l'acide hippurique en acide para-nitrohippurique, puis de réduire ce dernier en acide aminohippurique. Il faut cependant choisir un réducteur très sélectif qui préserve la fonction cétone.

## Utilisation

### Diagnostic urologique
L'acide aminohippurique est utile pour mesurer le flux de plasma dans le rein, car il  est filtré par le glomérule et entièrement sécrété dans l'urine par les tubules rénaux . Ainsi, la clairance rénale du PAH est utile pour calculer le débit de plasma rénal, qui est empiriquement (1-hématocrite) x flux sanguin rénal. À noter cependant que la clairance du PAH ne reflète que le débit de plasma rénal  qui s'occupe de la formation de l'urine (débit plasmatique rénal efficace), et donc sous-estime d'environ 10 % le flux de plasma rénal réel.
Le ratio d'extraction rénal du PAH chez un individu normal est d'environ 0,92.

### Pharmacologie
Pharmacologiquement, l'acide aminohippurique est souvent utilisé sous la forme de sel de sodium, l'aminohippurate de sodium. Pendant la Seconde Guerre mondiale, le para-aminohippurate était administré avec la pénicilline afin de prolonger le temps de circulation dans le sang de cette dernière. En effet, puisque la pénicilline et le para-aminohippurate sont en compétition pour le même transporteur dans le rein, en administrant du para-aminohippurate on fait diminuer le taux de clairance rénale de la pénicilline, on allonge ainsi sa durée de vie dans l'organisme et on améliore son efficacité.